# Crytea cognata
Crytea cognata är en stekelart som först beskrevs av Heinrich 1938.  Crytea cognata ingår i släktet Crytea och familjen brokparasitsteklar. Inga underarter finns listade i Catalogue of Life.